# Littératures de langues régionales
Les littératures de langues régionales comprennent les monuments littéraires en langue régionale qui précèdent la fondation de langues d’état ainsi que la production littéraire de date plus récente.
Beaucoup de régions en Europe ont connu un renouveau d’intérêt pour la littérature vernaculaire au cours XIXe siècle et l’exemple de quelques écrivains devenus célèbres, comme l’Écossais Robert Burns, ou le provençal Frédéric Mistral (prix Nobel de littérature pour son œuvre en langue d'oc) a servi d’inspiration.

## Littérature enalsacien
- Gustave Stoskopf
- Albert et Adolphe Matthis
- René Schickelé
- Nathan Katz
- Germain Muller
- André Weckmann

## Littérature enasturien
- Adolfo Camilo Díaz López
- Martín López-Vega
- Xuan Xosé Sánchez Vicente

## Littérature enbasque
- Liste d'écrivains basques
- Pedro Agerre "Axular"
- Fernando Aire Etxart "Xalbador"
- Ur Apalategi
- Aurelia Arkotxa
- Jean-Philippe de Béla
- Eneko Bidegain
- Itxaro Borda
- Jean-Louis Davant
- Jean-Pierre Duvoisin
- Jean-Baptiste Elizanburu
- Gilen Epherre
- Manex Erdozaintzi-Etxart
- Bernard D'Etchepare
- Emmanuel Intxauspe
- Joanes Leizarraga
- Piarres Lafitte
- Piarres Larzabal
- Txomin Laxalt
- Jon Mirande
- Arnauld Oihénart
- Pierre Topet
- Agosti Xaho

## Littérature enberrichonet nivernais (parler proche du berrichon)
- Georges Blanchard
- Jean-Louis Boncœur
- Camille Delamour
- Fanchy
- Hugues Lapaire
- Jacques Martel (chansonnier)

## Littérature enbourguignon-morvandiau
- Pierre Léger
- Bernard de La Monnoye
- Aimé Piron
- Jacques-François Baudiau
- Louis de Courmont

## Littérature en breton
- Liste d'écrivains bretons
- Al Liamm
- Gwalarn

## Littérature encatalan
- Lluís-Anton Baulenas
- Joan-Daniel Bezsonoff
- Pere Calders
- Joan Brossa
- Salvador Espriu
- Joan-Lluís Lluís
- Ramon Lull
- Joan Maragall
- Joanot Martorell
- Ausiàs March
- Quim Monzó
- Narcís Oller
- Jordi Pere Cerdà
- Josep Pla
- Carles Riba
- Mercè Rodoreda
- Jacint Verdaguer

## Littérature en langue corse
- Corse (langue)
- Littérature de langue corse
- Écrivains de langue corse
- Poètes corses
- Musique corse : polyphonie corse, groupes musicaux corses

## Littérature enflamand
- Liste d'auteurs flamands

## Littérature en comtois
- Joseph Badet
- Gaston Brahier
- Jules Surdez

## Littérature enfrancoprovençal(ou arpitan)
- Amélie Gex
- Marguerite d'Oingt
- Littérature arpitane (frp)
- Littérature valdôtaine

## Littérature engallo
- André Bienvenu
- Jean Choleau
- Eugène Cogrel
- Amand Dagnet
- Adèle Denys
- Jeanne Malivel
- Albert Meslay
- Etienne de Fougères

## Littérature enirlandais
- Liste de poètes irlandais
- Littérature irlandaise

## Littérature enmayennais
- Marcel Cheurin
- Armand Dägnet
- Paul Yorel

## Littérature en normand
- Purinique
- Alexandre de Bernay
- André de Coutances
- Bernardin Anquetil
- Gabriel Benoist
- Benoît de Sainte-Maure
- Béroul
- Louis Beuve
- Chardry
- Clémence de Barking
- Denys Corbet
- Côtis-Capel
- Jean Dorey
- Éverard de Gateley
- David Ferrand
- Geoffroy Gaimar
- Gires Ganne
- Robert Grosseteste
- Guernes de Pont-Sainte-Maxence
- Guillaume de Berneville
- Guillaume de Saint Pair
- Guillaume le Clerc de Normandie
- Nicolas Lalleman
- Philippe Langlois
- Pierre de Langtoft
- Edward Le Brocq
- George F. Le Feuvre
- Matthew Le Geyt
- Augustus Asplet Le Gros
- Frank Le Maistre
- Jehan Le Povremoyne
- Philippe Le Sueur Mourant
- Charles Lemaître
- André Louis
- Octave Maillot
- Marie de France
- George Métivier
- Philippe de Thaon
- Robert Pipon Marett
- Denis Piramus
- Robert de Ho
- Alfred Rossel
- Simon de Freine
- Turold
- Thomas de Kent
- Nicholas Trivet
- Charles Vérel
- Wace
- Francis Yard

## Littérature enoccitan
Indépendamment à son déclin récent, l'occitan, langue administrative de nombreux anciens états (et encore aujourd'hui du Val d'Aran en Catalogne) compte un corpus littéraire étendu sur le temps (plus de mille ans depuis les troubadours jusqu'à aujourd'hui), l'espace et dans les genres (allant jusqu'à l'encyclopédie médiévale, à la poésie de la Renaissance, au théâtre baroque à machine, à l'opéra baroque, au conte philosophique, etc.). Si certains auteurs tels que Pierre Goudouli, Cyprien Despourrins, Jasmin ont eu une réception littéraire au-delà de leurs régions, le point culminant reste certainement l'obtention du prix Nobel de littérature par Frédéric Mistral. L'existence d'une littérature en langue d'oc s'est accompagnée très tôt de la mise en place de standards littéraires ; ainsi, une académie : le Consistoire du Gai Savoir fut fondée au Moyen Age, elle créa une grammaire servant de norme (les Leys d'Amors) et un concours littéraire (les Jeux Floraux). Depuis le XIXe siècle, le Félibrige a repris le flambeaux en s'instituant comme académie, ainsi que le fit un peu plus tard l'Institut d'études occitanes).
- Principaux articles liés :
  - Troubadours
  - Félibrige
  - Pey de Garros
  - François de Cortète
  - Jean-Joseph Cassanéa de Mondonville
    - Daphnis et Alcimadure

  - Jean-Baptiste Fabre
    - Istòria de Joan-l’an-pres

  - Jasmin
  - Frédéric Mistral
    - Mireio

  - Joan Bodon
  - Max Rouquette
  - Enric Mouly
  - Bernard Manciet

## Littérature enorléanais
- Gaston Couté

## Littérature enpicard
- Paul André
- François Beauvy
- Ivar Ch'Vavar
- Hector Crinon
- Édouard David
- Christian Edziré Déquesnes
- Robert Delcourt
- Pierre Garnier
- Philéas Lebesgue
- Géo Libbrecht
- Alain Marc
- Jules Mousseron
- Édouard Paris
  - S'Sint Evanjil s'lon Sin Matiu
- Lucien Suel
- Henri Tournelle
- Jules Watteeuw

## Littérature en romanche
- Littérature suisse section "Littérature romanche"

## Littérature ensaintongeais
- Burgaud des Marets
- Docteur Jean
- Goulebenéze
- Odette Comandon

## Littérature enscots
- Robert Burns

## Littératuresuisse allemande
- Littérature suisse section "Littérature suisse allemande"

## Littérature enwallon
- Nicolas Defrêcheux